# Brachycyttara crypsipyrrha
Brachycyttara crypsipyrrha är en fjärilsart som beskrevs av Turner 1933. Brachycyttara crypsipyrrha ingår i släktet Brachycyttara och familjen nattflyn. Inga underarter finns listade i Catalogue of Life.